# Turna
Die Waschmaschine Turna wurde 1931 von den ehemaligen Kraußwerken in Schwarzenberg entwickelt und bis 1945 hergestellt. Nach dem Zweiten Weltkrieg wurde die Produktion des Gerätes im Jahr 1949 vom Nachfolgebetrieb der Kraußwerke, dem VEB Waschgerätewerk Schwarzenberg, wieder aufgenommen.

## Baugruppen der Turna

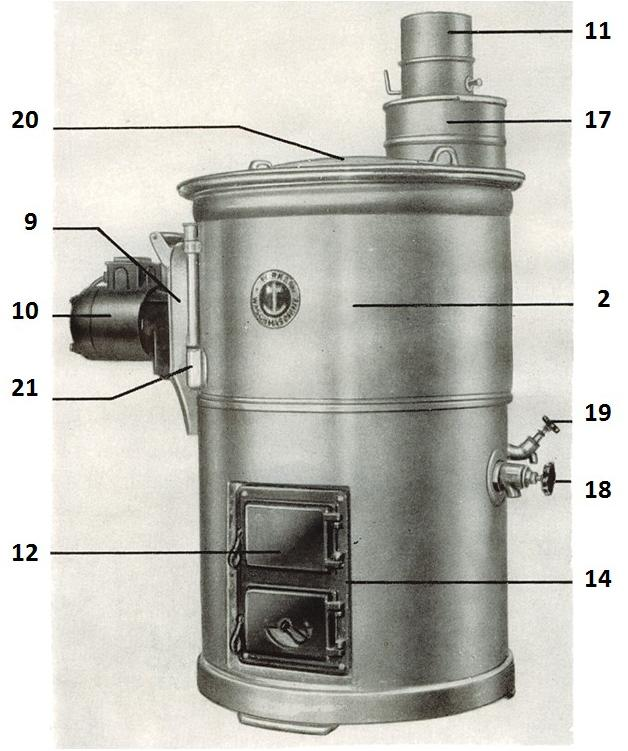
Baugruppen der Turna

Die Turna ist eine Waschmaschine mit einer kugelförmigen, gelochten Waschtrommel, die in einem Kessel (2) drehbeweglich gelagert ist und von einem auf einer Konsole (9) montierten Getriebemotor (10) angetrieben wird. Um die Waschtrommel in Gang zu setzen, muss der Getriebemotor von Hand in die Waschtrommelmitnahme eingekuppelt werden. Die Turna erfordert einen Schornsteinanschluss (11), da unter dem Kessel eine Kohlefeuerung (12) mit dem Feuerungsgeschränk (14) und Türen zum Verschließen des Feuerungsraumes (15) und des Aschekastens (13) angeordnet sind. Der Feuerungsraum ist mit Schamotte (16) ausgekleidet. Die Rauchgase der Kohlefeuerung strömen durch einen Vorwärmebehälter (17) – auch Rohrwasserschiff genannt – und erwärmen das eingefüllte Wasser für einen folgenden Wasch- oder Spülgang. Mit einem Eimer oder einem Schlauch wird die Waschmaschine mit Wasser beschickt. Das Ablassen der verbrauchten Waschlauge aus dem Kessel bzw. des erwärmten Wassers aus dem Rohrwasserschiff erfolgt über die Ablasshähne (18;19). Eine Sicherheitseinrichtung sorgt dafür, dass bei geöffnetem Kesseldeckel (20) der Getriebemotor nicht mit der Waschtrommel verbunden werden kann. Alle Blechteile, wie z. B. Kessel, Waschtrommel, Rohrwasserschiff bestehen aus feuerverzinktem Stahlblech. Die Waschlaugentemperatur kann an einem Flüssigkeitsthermometer (21) abgelesen werden. Aufgrund der Kohlefeuerung und des Schornsteinanschlusses muss diese Waschmaschine in einem Waschhaus aufgestellt werden.

## Wirkprinzip der Turna

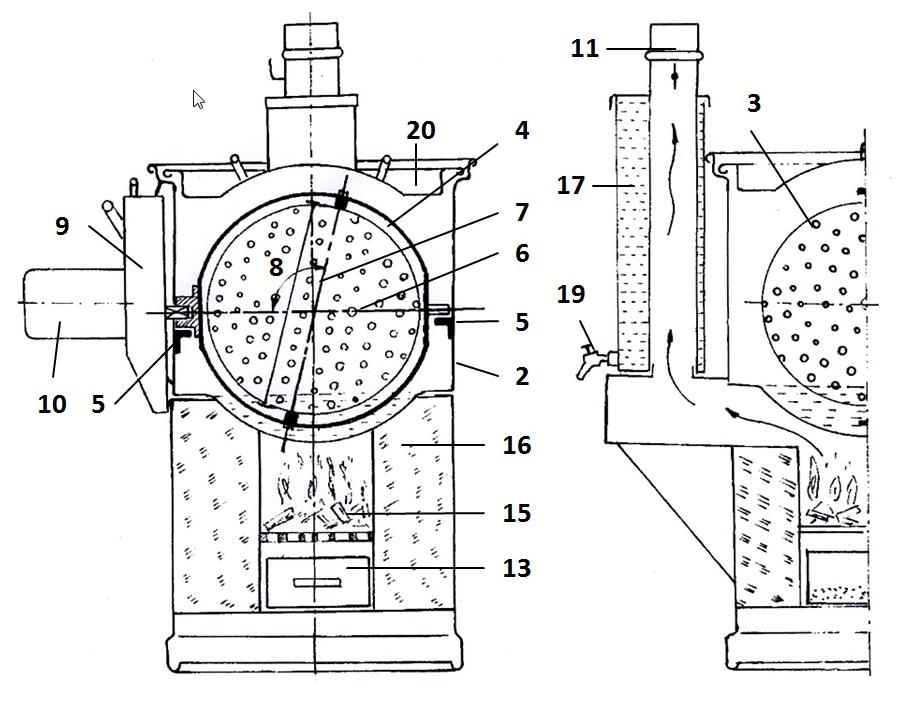
Wirkprinzip der Turna

Mit dem Prinzip der „tanzenden“ Waschtrommel war die Turna zur damaligen Zeit eine herausragende Waschmaschine. Anhand der nebenstehenden Prinzipskizze wird die Funktion der Waschtrommelbewegung erläutert: Die Waschtrommel (1) ist drehbeweglich in einem Kreuzgelenkrahmen (4) montiert. Der Kreuzgelenkrahmen ist wiederum auf Lagerschalen (5), die an der Kesselzarge befestigt sind, fixiert. Die Achse (6) des Kreuzgelenkrahmens und die Achse (7) der Waschtrommel sind in einem Winkel (8) größer 90° zueinander angeordnet. Der Kreuzgelenkrahmen wird durch den Getriebemotor angetrieben, so dass sich die Waschtrommel mit der Waschdrehzahl um die Achse (6) bewegt, aber gleichzeitig Schwenkbewegungen um die Achse (7) vollführt. Die Schwenkbewegung entsteht durch die ständige Verlagerung der Wäsche in der Waschtrommel während der Drehbewegung um die Achse (6). Die Waschtrommel besitzt zum Waschlaugenaustausch zwischen Kessel und Waschtrommelinneren Lochungen (3). Die Waschtrommel besteht aus einem Mantelstück und zwei Kugelkalotten, wobei davon eine als Waschtrommeldeckel ausgebildet ist. Das Prinzip der „tanzenden“ Waschtrommel wurde mit dem Patent der Kraußwerke Nr. 573 121 (Klasse 8d, Gruppe 6 05) geschützt.

## Technische Daten
| Fassungsvermögen                    | 5,5 kg trockene Wäsche                                                                 |
| Waschtrommeldrehzahl                | 40 min−1                                                                               |
| Stromanschluss                      | 220 V Wechselstrom – 10A                                                               |
| Wasserverbrauch für eine Kochwäsche | ca. 100 Liter                                                                          |
| Heizung                             | Kohlefeuerung                                                                          |
| Gesamtgewicht                       | 180 kg                                                                                 |
| Antrieb der Waschtrommel            | Einphasen-Wechselstrommotor mit Spezialgetriebe untersetzt von 1420 min−1 auf 40 min−1 |
| Hersteller des Antriebs             | VEB Elektromotorenwerk Thurm, vormals K.& A. Stephan                                   |

## Das Waschen mit der Turna

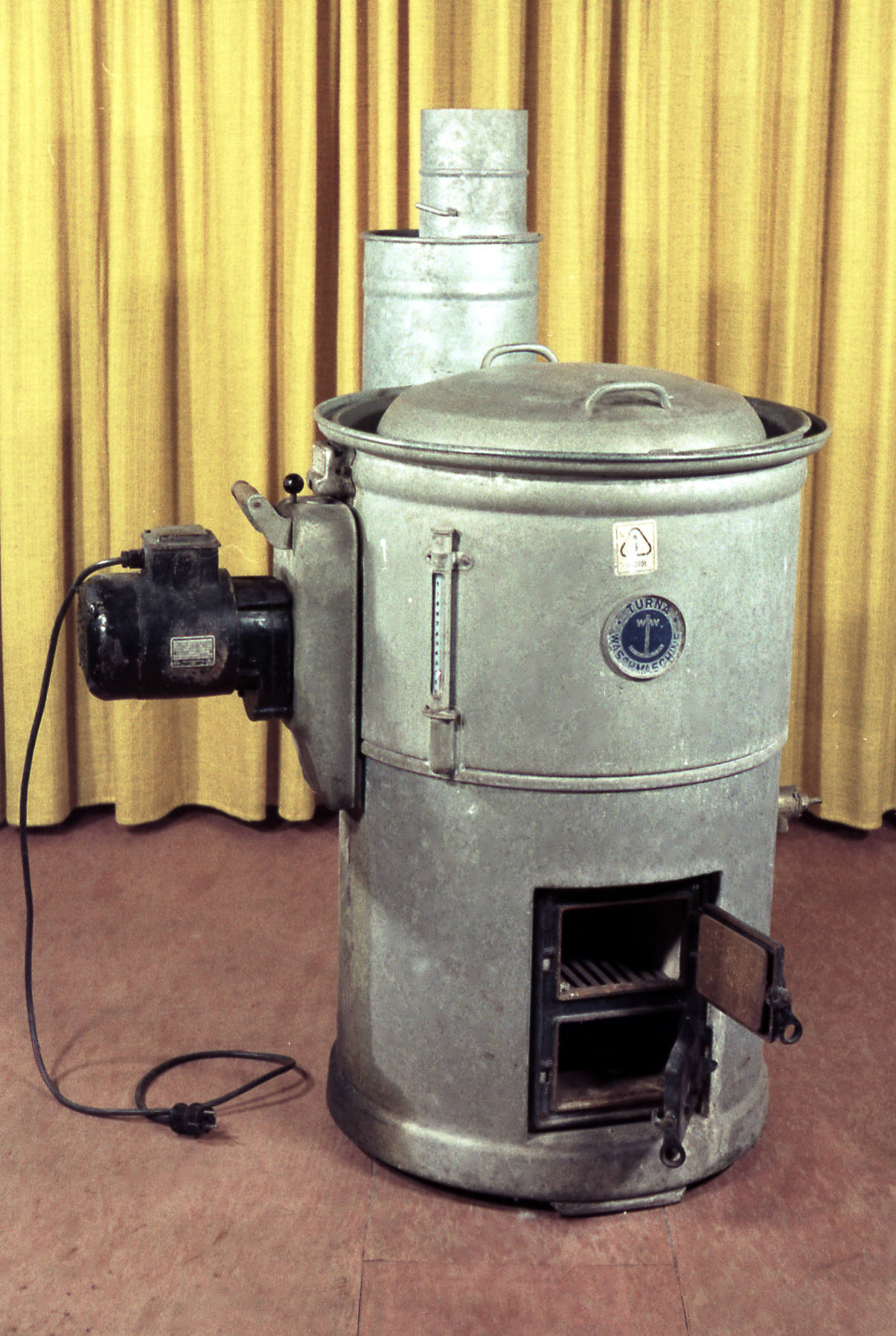
Waschmaschine Turna

Für das Waschen mit der Turna wurde folgender Ablauf empfohlen:
- Wäsche vor dem Waschgang in einer Wanne einweichen
- Kessel mit zwei Eimern Wasser füllen (17 bis 20 Liter)
- Eingeweichte Wäsche auswringen und in die Waschtrommel einlegen
- Waschtrommeldeckel schließen
- In das Wasser im Kessel aufgelöstes Waschmittel gießen
- Deckel schließen
- Rohrwasserschiff mit zwei Eimern Wasser füllen
- Feuer im Feuerraum entfachen
- Getriebemotor einkuppeln, Waschtrommel dreht sich, und die Waschlauge im Kessel wird erhitzt
- Wenn die Waschlaugentemperatur von 80 bis 85 °C erreicht ist, 15 bis 20 Min. waschen
- Die Temperatur im Kessel kann von dem am Kessel angebrachten Flüssigkeitsthermometer abgelesen werden
- Ablasshahn am Kessel öffnen und Lauge ablassen
- Heißes Wasser aus dem Rohrwasserschiff in einen Eimer ablassen (Ablasshahn-Rohrwasserschiff) und in den Kessel schütten, eventuell mit kaltem Wasser mischen
- Waschtrommel in Gang setzen und Wäsche spülen. Drei bis vier Spülgänge sind zu absolvieren, wobei die Spülzeit drei bis fünf Minuten betragen soll
- Die letzten Spülgänge sind mit kaltem Wasser durchzuführen

## Produktionsstückzahlen
Im Produktionszeitraum nach dem Zweiten Weltkrieg von 1949 bis 1960 belief sich die Gesamtstückzahl auf 30.466.